# Fundación de la Ciudad de México
Fundación de la ciudad de México o Fundación de Tenochtitlan es un óleo sobre tela del pintor costumbrista José María Jara, pintado en 1889. En esta obra se muestra a los mexicas en el momento exacto en el que se encuentran con el nopal con un águila y la serpiente, señal que la nueva civilización debe establecerse en ese lugar por órdenes del dios Huitzilopochtli, así dando nacimiento a Tenochtitlan y próximamente Ciudad de México. La obra ha estado en la colección permanente del Museo Nacional de Arte, INBAL desde el año de 1982.

## Iconografía
En el centro se observa al líder mexica Tenoch conduciendo a su pueblo al lugar profetizado. A la izquierda, el sacerdote Cuauhtloquetzqui que presenció la profecía de Huitzilopochtli, quien le mostró el lugar donde no hace mucho un águila se había tragado una serpiente que se podía ver al pie de un cactus roto los restos de una serpiente que una vez se posó sobre un cactus. A la derecha de Tenoch hay una mujer que sostiene a un niño, que simboliza la eternidad para el pueblo de Huitzilopochtli en esta nueva patria.
Al fondo a la derecha se puede apreciar un grupo de Mexicas custodiando la estatua de su dios, mientras otros lugareños del otro lado se acercan y comentan la escena que tienen ante ellos. Un rasgo llamativo de la obra es la tendencia a alejarse de los cánones clásicos del arte académico en favor de un producto final con mayor realismo y expresividad. 

## Historia
Según la leyenda, los aztecas vivieron en una isla llamada Aztlán. De este hogar ancestral derivaron su nombre. Aquí paseaban en barcas y pescaban en las aguas llenas de juncos de la laguna circundante. Eran un pueblo sencillo y tal vez incluso bárbaros cuando la gran civilización de Teotihuacán surgió y cayó en el Valle de México.

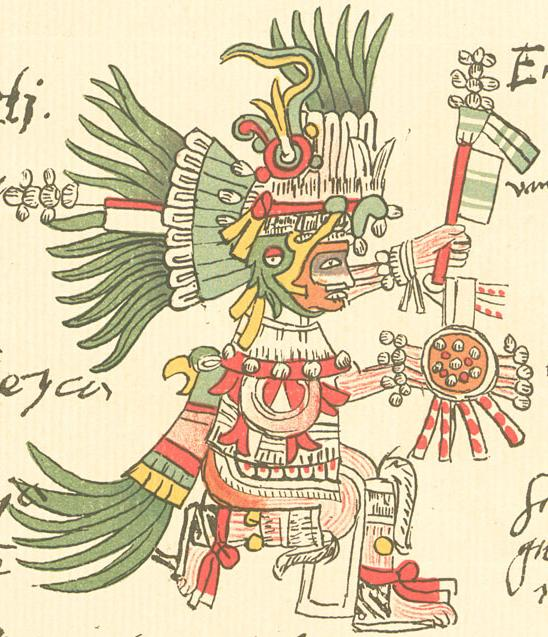
Huitzilopochtli

En años posteriores, cuando construyeron un gran imperio, los aztecas contaron historias contradictorias sobre estos primeros días. Por un lado, se veían a sí mismos como una de las tribus nómadas primitivas que periódicamente descendían a las civilizaciones más avanzadas de México desde los desiertos del norte. Por otro lado, imaginaban que incluso su sencilla patria contaba con una pirámide y un templo.
Como humildes cazadores y recolectores, su comunicación con el mundo de los espíritus habría sido a través de un chamán. Pero sus leyendas cuentan que fue por boca de un sacerdote que su dios les habló un día, diciéndole al pueblo que los conduciría a su verdadero hogar en el sur.
Así que empacaron sus pocas posesiones y, cruzando al continente, emprendieron su gran migración. Y delante de ellos, inspirándolos con signos y palabras de aliento, estaba su dios, Huitzilopochtli.
Algunos dicen que llegaron por primera vez a una cueva en una montaña curva, y aquí Huitzilopochtli les habló bajo la apariencia de un colibrí. Otros dicen que había siete cuevas y que los aztecas, como otros pueblos del México antiguo, nacieron aquí como de un útero en la tierra.
Y siguieron viajando, viviendo de la tierra, deteniéndose de vez en cuando para plantar y recoger algo. En el transcurso de estas andanzas, Huitzilopochtli abandonó a su hermana, que también viajaba con ellos. Esta hermana, Malinalxóchitl, era hechicera. Ella hizo que la gente comiera serpientes y escorpiones. Huitzilopochtli pensó que ella era mala y la abandonó.
"La brujería no es mi camino", dijo Huitzilopochtli a su pueblo. "Mi camino es la guerra".
En adelante, por orden de su dios, los aztecas se llamarían a sí mismos mexicas. Este es el nombre con el que los conocerían los conquistadores españoles.
Los aztecas caminaron penosamente hasta llegar a Chapultepec, hoy lugar de un agradable parque en la Ciudad de México. Aquí Huitzilopochtli le dijo a su pueblo que se preparara para la batalla. Efectivamente, su hermana Malinalxóchitl, la hechicera que se había quedado atrás en el viaje, estaba en ese momento recordándole a su hijo Cópil cómo la habían abandonado mientras dormía junto al camino.
Cópil, que era un hechicero aún mayor que su madre, juró destruir a Huitzilopochtli. Pero a pesar de sus habilidades como cambia formas, los aztecas lo capturaron y le arrancaron el corazón. Huitzilopochtli les dijo que lo llevaran a la laguna cercana y lo tiraran lo más lejos que pudieran.
Los mexicas continuaron su gran migración, pero los pueblos más establecidos del Valle no les permitieron establecerse en ningún lugar. Huitzilopochtli sabía que su pueblo no encontraría su hogar definitivo hasta que fueran conducidos allí, por lo que los inspiró a pedirle al nuevo y poderoso jefe de Culhuacán que su hija fuera su diosa. El jefe obedeció, pensando en aliarse con estos resistentes supervivientes.

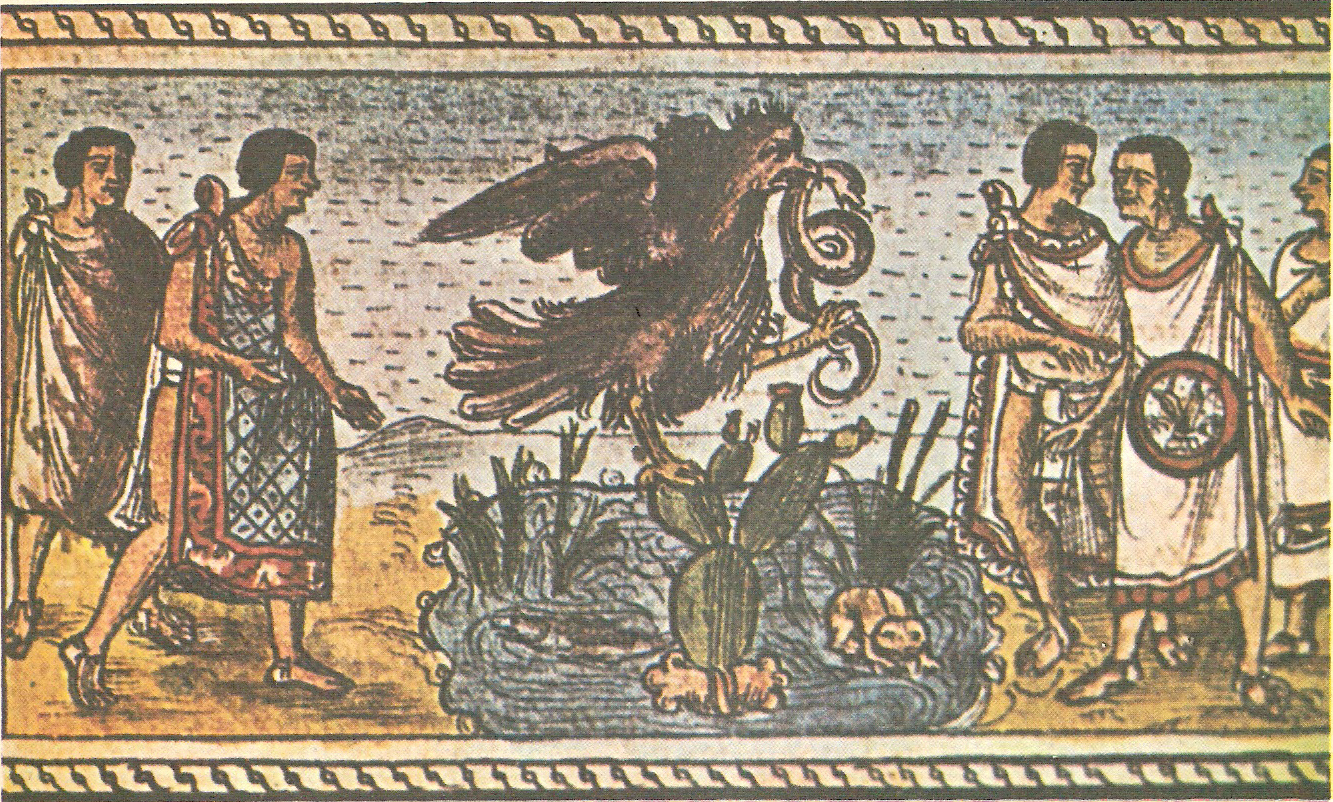
Fundación de la Ciudad de México-Extracto del códice Duran

Luego los mexicas mataron a la princesa, le quitaron la piel y vistieron con ella a uno de sus sacerdotes. De esta manera, se convirtió en su diosa, símbolo del nuevo y fértil crecimiento que brota de la cáscara seca de lo viejo. Invitaron al rey de Culhuacán a una ceremonia especial. Sin sospechar nada, entró al templo en la oscuridad y comenzó a quemar una ofrenda de incienso. A la luz del quemador vio al sacerdote vestido con la piel de su hija. Fuera de sí de rabia, exhortó a su pueblo a eliminar a los Mexicas.
Se libró una gran batalla y los Mexicas fueron arrojados a las orillas de una laguna. Utilizando sus escudos como balsas, buscaron refugio más allá de los juncos, entre las pequeñas islas. Con los enemigos de Culhuacán presionándolos, la situación era desesperada. Esa noche Huitzilopochtli se apareció en un sueño a uno de los líderes tribales y le comento: "Por la mañana levántate y busca un cactus que esté entre los juncos", dijo el dios. "Sobre él habrá un águila posada, picoteando el fruto de un cactus."
Ese fruto en forma de corazón, de hecho el cactus mismo, era especial para los mexicas. Porque había crecido del corazón de Cópil que había sido arrojado a la laguna. Aquí deberán construir su ciudad, Tenochtitlán. Aquí deben esperar a los enemigos circundantes y conquistarlos a todos.

Águila devorando una serpiente

Sucedió que al día siguiente, el anciano de la tribu partió liderando al pueblo, y se encontraron con el cactus sobre el cual el águila extendía sus alas y picoteaba su comida, inclinando la cabeza en reverencia cuando los aztecas se acercaban. Aquí se fundó Tenochtitlán. La tribu había cerrado el círculo, comenzando y terminando en una isla en una laguna. Este fue el año 2 de la Casa, según nuestro calendario 1325.
Tenochtitlan, cuya etimología también la refleja, ya que procede del náhuatl te-tl, piedra; nochtli, tuna o nopal; ti, partícula eufónica; y tlan sufijo abundancial, lo que da como significado “tunal entre pedregales”.

## Premios
- En 1889 la obra resultó ganadora en la Exposición de la Escuela de Bellas Artes.[12]

## Detalles
Detalles de la fundación de la Ciudad de México de José María Jara, exhibida en el Museo Nacional de Arte.

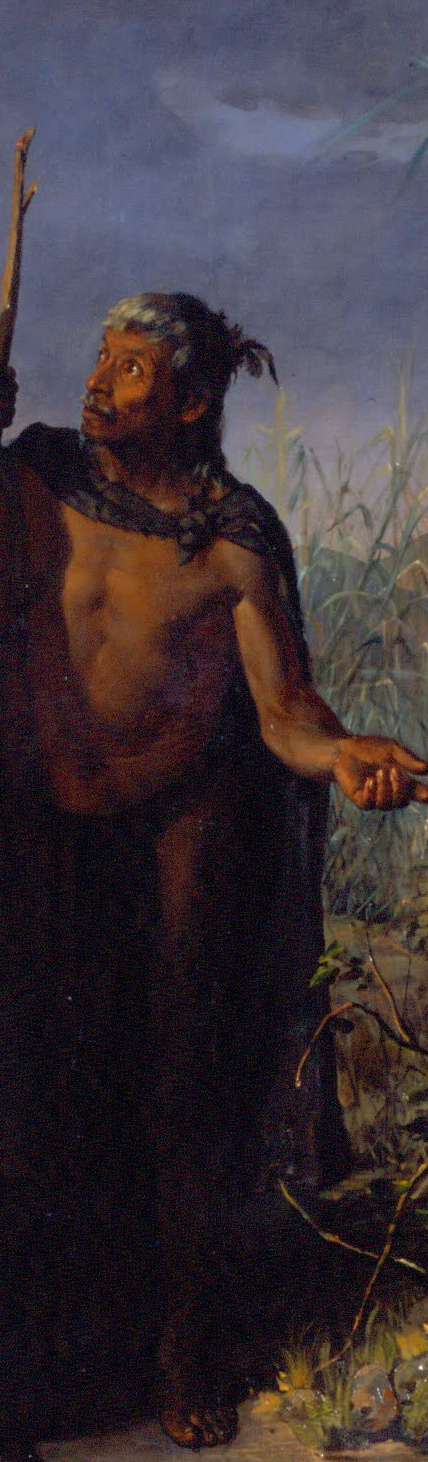
El sacerdote Cuauhtloquetzqui muestra el cactus
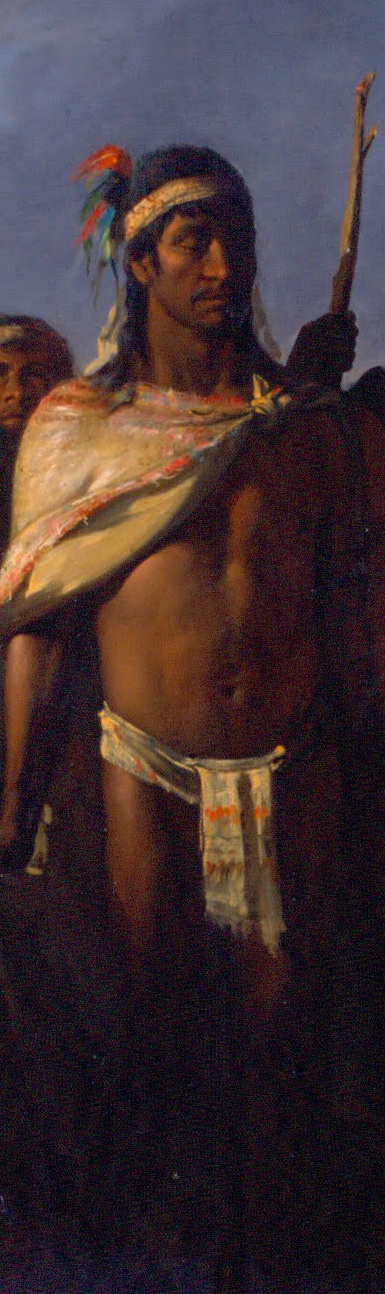
Tenoch líder de los mexicas
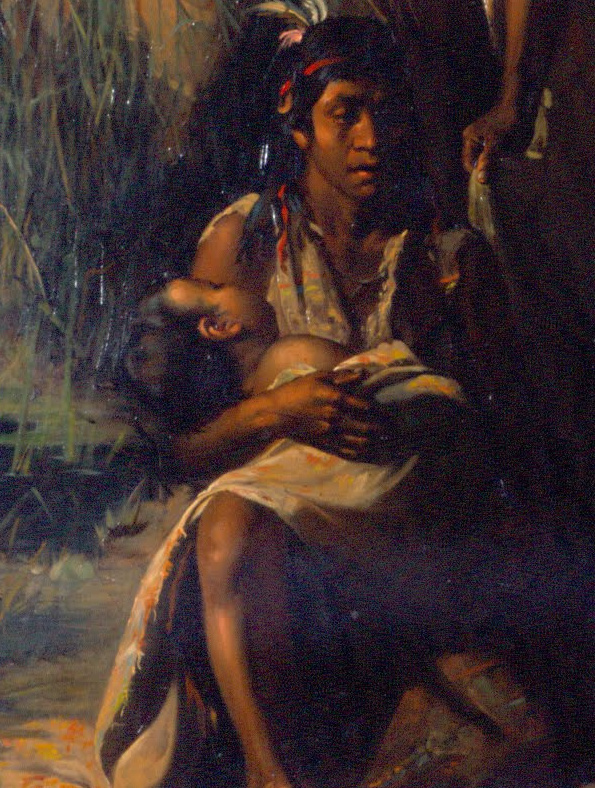
Mujer con niños en brazos
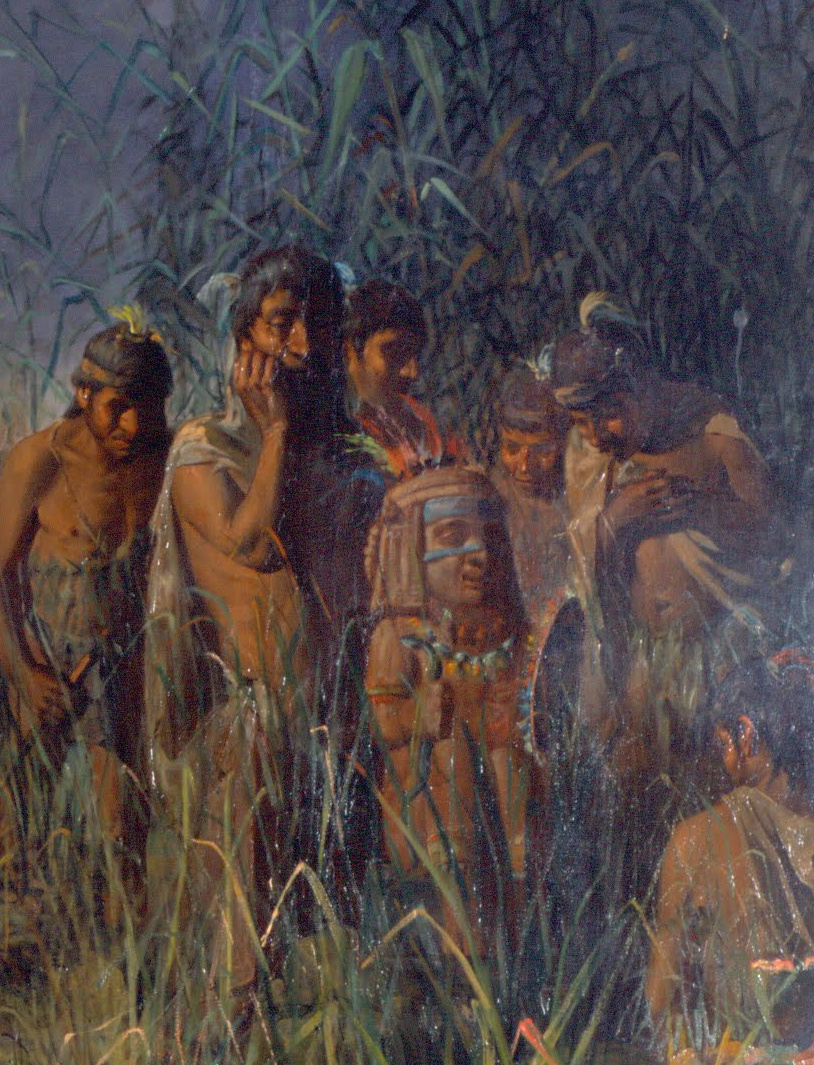
Mexicas con estatua de Huitzilopochtli
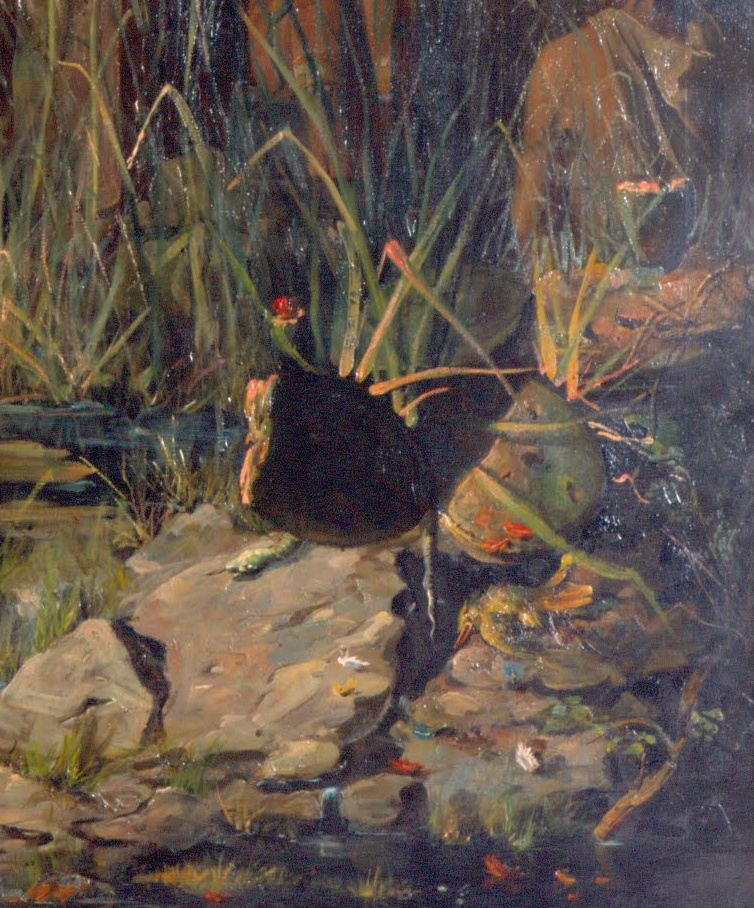
Nopal